# Bogusław Sygulski
Bogusław Sygulski (ur. 10 sierpnia 1957 w Praszce, zm. 18 grudnia 2017) – polski szachista, mistrz międzynarodowy od 1988 roku.

## Kariera szachowa
W roku 1985 wystąpił w finale mistrzostw Polski, zajmując w Gdyni VII miejsce. W tym samym roku zdobył w Kaliszu srebrny medal mistrzostw Polski w szachach błyskawicznych oraz wywalczył tytuł mistrza Wojska Polskiego. W roku 1988 podzielił II miejsce w turnieju open w Gdyni oraz zwyciężył (wraz z Ryszardem Skrobkiem) w turnieju w Dębicy.
Najwyższy ranking w karierze osiągnął 1 lipca 1985 r., z wynikiem 2390 punktów dzielił wówczas 16–19. miejsce wśród polskich szachistów.

## Życie prywatne
Mąż Małgorzaty, ojciec trojga dzieci: Pawła, Anny i Piotra. Brat Artura, również szachisty, wicemistrza Polski z 1982 i trzykrotnego olimpijczyka.
Pochowany na cmentarzu parafialnym w Czarnej (powiat dębicki).